# Lethrus zeravshanicus
Lethrus zeravshanicus är en skalbaggsart som beskrevs av Nikolajev 2003. Lethrus zeravshanicus ingår i släktet Lethrus och familjen tordyvlar. Inga underarter finns listade i Catalogue of Life.